# Saint-Léger (Sabaudia)
Saint-Léger – miejscowość i gmina we Francji, w regionie Owernia-Rodan-Alpy, w departamencie Sabaudia.
Według danych na rok 1990 gminę zamieszkiwały 163 osoby, a gęstość zaludnienia wynosiła 15 osób/km² (wśród 2880 gmin regionu Rodan-Alpy Saint-Léger plasuje się na 1459. miejscu pod względem liczby ludności, natomiast pod względem powierzchni na miejscu 1056.).